# Mushābani
Mushābani är en ort i Indien.   Den ligger i distriktet Purba Singhbhum och delstaten Jharkhand, i den östra delen av landet, 1 100 km sydost om huvudstaden New Delhi. Mushābani ligger 122 meter över havet och antalet invånare är 32 761.
Terrängen runt Mushābani är platt åt nordost, men åt sydväst är den kuperad. Terrängen runt Mushābani sluttar österut. Runt Mushābani är det ganska tätbefolkat, med 239 invånare per kvadratkilometer. Närmaste större samhälle är Ghātsīla, 8,5 km norr om Mushābani. Omgivningarna runt Mushābani är en mosaik av jordbruksmark och naturlig växtlighet.